# 适航证
标准适航证（Airworthiness certificate）是指由飞机注册地所在的民用航空管理部门为飞机颁发的商业客运、货运经营以及飛行许可。对于其他飞机，如农作物喷洒机，必须颁发特别适航证，而這不適用於于商业客运或货运业务。